# Copa América de Ciclismo
La Copa América de Ciclismo  est une course cycliste disputée au Brésil dans l'État de São Paulo. Entre 2005 et 2008, l'épreuve a fait partie de l'UCI America Tour en catégorie 1.2. Depuis 2012, elle a réintégré l'UCI America Tour. Une course féminine est également organisée en 2001 et de 2006 à 2009.

## Palmarès masculin
| Année | Vainqueur          | Deuxième           | Troisième         |
| ----- | ------------------ | ------------------ | ----------------- |
| 2001  | André Grizante     | Murilo Fischer     | Francisco Belo    |
| 2002  | John Lieswyn       | Gregorio Bare      | Nilceu dos Santos |
| 2003  | Renato Roshler     | Matthew DeCanio    | André Grizante    |
| 2004  | Além Reyes         | Eddie Cisneros     | Armando Camargo   |
| 2005  | Nilceu dos Santos  | Cristian Leon      | Marcos Novello    |
| 2006  | Nilceu dos Santos  | Rodrigo Brito      | Héctor Aguilar    |
| 2007  | Nilceu dos Santos  | Francisco Chamorro | Raphael Serpa     |
| 2008  | Nilceu dos Santos  | Francisco Chamorro | Fabiele Mota      |
| 2009  | Francisco Chamorro | Nilceu dos Santos  | Michel Fernández  |
| 2010  | Geraldo Souza      | Edgardo Simón      | Raphael Serpa     |
| 2011  | Breno Sidoti       | Roberto Pinheiro   | Jean Carlo Coloca |
| 2012  | Francisco Chamorro | Roberto Pinheiro   | Nilceu dos Santos |
| 2013  | Francisco Chamorro | Nilceu dos Santos  | Kléber Ramos      |
| 2014  | Non disputé        | Non disputé        | Non disputé       |
| 2015  | Carlos Manarelli   | Francisco Chamorro | Cristian Egídio   |

## Statistiques
| Victoires | Coureur            | Pays      | Années                   |
| --------- | ------------------ | --------- | ------------------------ |
| 4         | Nilceu Santos      | Brésil    | 2005, 2006, 2007 et 2008 |
| 3         | Francisco Chamorro | Argentine | 2009, 2012 et 2013       |

| Victoires | Pays               |
| --------- | ------------------ |
| 9         | Brésil             |
| 3         | Argentine          |
| 1         | États-Unis Uruguay |

## Palmarès féminin
| - 2003 Janildes Fernandes Silva - 2004-2005 Pas de course - 2006 Clemilda Fernandes | - 2007 Clemilda Fernandes - 2008 Uênia Fernandes - 2009 Janildes Fernandes Silva |